# Richard Juma
Richard Juma, né le 19 juillet 1945, est un athlète kényan.

## Carrière
Richard Juma dispute le marathon aux Jeux olympiques d'été de 1972 à Munich, sans finir la course ; il participe aussi aux séries du 10 000 mètres. Il remporte la médaille de bronze du 10 000 mètres aux Jeux africains de 1973 à Lagos. Il obtient dans la même épreuve la médaille d'argent aux Jeux afro-latino-américains de 1973 à Guadalajara et la médaille de bronze aux Jeux du Commonwealth britannique de 1974 à Christchurch.